# Оберкирх (Баден)
Оберкирх (њем. Oberkirch) град је у њемачкој савезној држави Баден-Виртемберг. Једно је од 51 општинског средишта округа Ортенау. Према процјени из 2010. у граду је живјело 19.982 становника. Посједује регионалну шифру (AGS) 8317089.

## Географски и демографски подаци
Оберкирх се налази у савезној држави Баден-Виртемберг у округу Ортенау. Град се налази на надморској висини од 192 метра. Површина општине износи 69,1 km². У самом граду је, према процјени из 2010. године, живјело 19.982 становника. Просјечна густина становништва износи 289 становника/km².

## Међународна сарадња
| Мјесто         | Држава               | Врста сарадње | Од    |
| -------------- | -------------------- | ------------- | ----- |
|                | Португалија          | контакт       | 1995. |
| Мејверфордвест | Уједињено Краљевство | партнерство   | 1989. |
|                | Француска            | контакт       | 2000. |
| Дравеј         | Француска            | партнерство   | 1971. |
| Остерзеле      | Белгија              | партнерство   | 1992. |
| Извор          |                      |               |       |